# Dióna

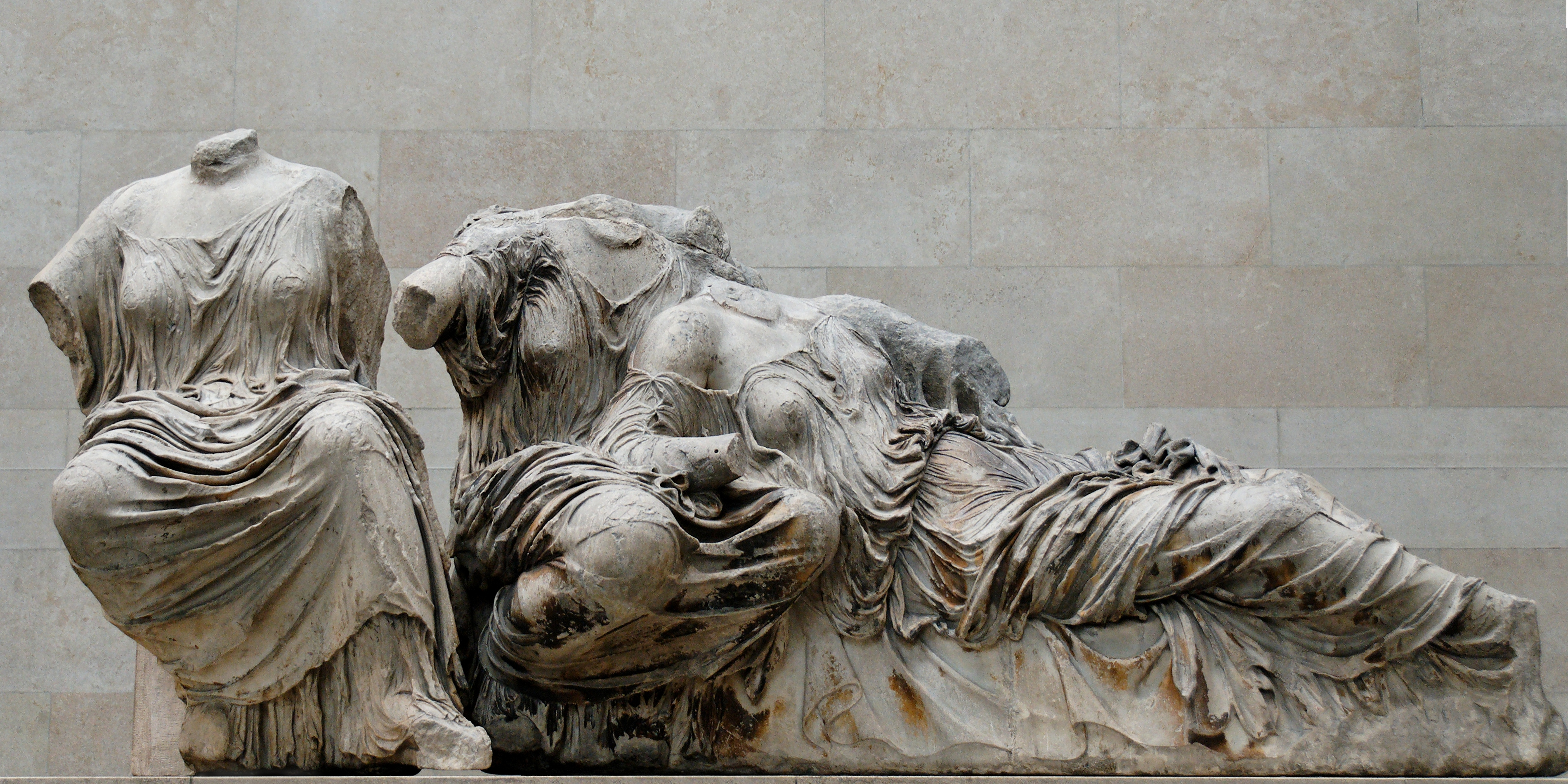
Hestia, Dióné a Afrodíta, 435 př. n. l., Londra, British Museum.

Dióna nebo také Dioné (latinsky Diona) je v řecké mytologii poněkud nejasná postava nebo alespoň její původ.
Podle Pelasgického mýtu o stvoření světa je tato titánka dcerou bohyně Eurynomé a hada Ofióna. Společně s titánem Kríem jsou přiděleni planetě Marsu. S Diem má údajně dceru Afrodítu (o té však zase jiná verze praví, že se zrodila z mořské pěny). Tato verze je uváděna Homérem.
Jinde je Dióna uváděna jako bohyně deště a pramenů a byla dcerou Ókeanovou nebo Poseidónovou.
V Illiadě Afrodíta odešla k Dióně poté, co byla zraněna při ochraně svého syna Aineia, bojujícího na straně Trojanů před Diomédem. V této epizodě se zdá být Dióna ekvivalentem Rhey – matky Země, kterou Homér umístil na Olymp. Indoevropské jméno Dione ve skutečnosti neznamená nic víc než jednoduše titul: Bohyně, etymologická ženská forma jména Zeus. Římská Diana má podobný etymologický význam, ale není nijak spojená s Diónou.
Později je Afrodíta někdy v Iliadě zmiňována jako „Dionaea“, či dokonce jako „Dione“, nebo jen „bohyně“ (Peck 1898). U starověkých věšteb od Dia v Dodoně, je uváděna více Dione než Héra jako bohyně trávící svůj čas s Diem, jak nám ukazuje mnoho dochovavších se děkovných nápisů.
Ačkoliv Dióna není u Hesioda řazena mezi Titány, objevuje se namísto toho v jeho díle Theogonia v dlouhé řadě Ókeanoven, naproti tomu Apollodorus ji mezi Titány zahrnuje (1.1.3 a 1.3.1).
Starobylý král Tantalos z Lýdie měl Dióne za svou choť. Římský spisovatel Hyginus (Báje 82, 83) tvrdí, že Dióna je dcerou Atlanta a matkou Pelopa, Niobé a Brotea, které měla spolu s Tantalem.
Podívejte se také na Ovidiovy Proměny a Pausania 3.22.4.: Jestliže jeho manželkou byla bohyně, pak to ospravedlňuje jeho autoritu jako pozemského, viditelného manžela bohyně.